# Créatures
Créatures est une comédie musicale d'Alexandre Bonstein et Lee Maddeford créée le 31 octobre 1998 à New York, puis en version française en 2003.

## Synopsis
William - un « homme normal » - laisse échapper tous les démons intérieurs qui le tiraillent. Ces créatures (une sorcière, un loup-garou, une femme-araignée…) prennent vie, chantent et dansent. Elles posent des problèmes très humains et se révèlent finalement n'être qu'un seul et même monstre : le petit enfant que chaque être humain garde au fond de lui.

## Historique
Créatures fut tout d'abord écrite en anglais et représentée pendant plusieurs semaines à New York en 1998 dans une salle minuscule : le Red House Studio. Alexandre Bonstein, l'auteur, en assura lui-même la mise en scène, et en grande partie la production avec sa complice Deborah Rozenblum.
En 2000, une nouvelle version de Créatures comportant plusieurs nouvelles chansons, fut donnée à Dublin, au Andrew's Lane Theatre, toujours en anglais.
En 2003, la pièce fut adaptée en français par Alexandre Bonstein, et c'est cette dernière version qui vit le jour au Vingtième Théâtre, dans une mise en scène d'Agnès Boury. Devant le succès remporté par cette première exploitation parisienne, Créatures fut reprise au théâtre de la Renaissance en 2004.
Créatures fut plusieurs fois nommée aux Molières dans diverses catégories, dont « Meilleurs Costumes » pour Pascale Bordet'.

## Distribution
Créatures a connu plusieurs distributions au cours de ses différentes versions successives :
- Alex Bonstein et Patrick Laviosa ont participé aux trois productions ;
- Ariane Pirie à celle de New York et à la version française ;
- Liza Michael à la version de Dublin et à la version française ;
- Thierry Voiblet n'a joué que dans la version new-yorkaise ;
- Christophe Bonzom que dans la version parisienne ;
- Sinan Bertrand et Olivier Ruidavet furent quelque temps remplaçants sur la version parisienne.

## Liste des chansons
Note : entre parenthèses le titre original anglais
- L'Enfant (The Child Within)
- La Veuve noire (Spider Lips)
- Oh, Seigneur (Thought I'd Talk To You, Lord)
- Laissez-moi vivre (It's Not My Life)
- Ma sorcière mal-aimée (Horny Witch Of The West End)
- Chanson de la mort (Deadly Lisp)
- Blues blasé (Blues Blasé)
- Ah ! si seulement j'étais toi ! (Oh How I'd Love To Be You !)
- Cauchemar (Nightmares)
- Qui est Sarah ? (Grungy Horror Show)
- Souris à la vie (Cheer Up)
- L'Amour à poil (Hard and Hairy Love)
- Strip du loup-garou (Wolf Strip)
- Les Pervers polymorphes
- Vies (Life)